# Ermita de Santa Llúcia de Xàbia
L'ermita de Santa Llúcia, al terme municipal de Xàbia (Marina Alta, País Valencià), corona un cònic tossal al cim del qual es troben, a més del santuari, els vestigis de diversos jaciments arqueològics.
Es tracta d'un senzill edifici construït a la fi del segle xv o, més probablement, ja al segle xvi que consta d'una sola nau de planta rectangular amb coberta a dues aigües i arc central de pedra tosca molt obert, quasi de mig punt.
Cada 13 de desembre, la senda que accedeix a la capella, s'ompli de devots que acudeixen en romeria a venerar la santa màrtir, acompassats per l'atàvic so de la dolçaina i el tabalet.